# مایک کافی
مایک کافی (انگلیسی: Mike Coffey؛ زادهٔ ۲۹ اوت ۱۹۵۸ ‏(۶۶ سال)) بازیکن فوتبال اهل بریتانیا است.
از باشگاه‌هایی که در آن بازی کرده‌است می‌توان به باشگاه فوتبال اورتون اشاره کرد.